# Sofia
Sofia je žensko osebno ime. 

## Izvor imena
Ime Sofia je različica ženskega imena Sofija oziroma Sonja.

## Pogostost imena
Po podatkih Statističnega urada Republike Slovenije je bilo na dan 31. decembra 2007 v Sloveniji število ženskih oseb z imenom Sofia: 27.

## Osebni praznik
Osebe z imenom Sofia lahko godujejo takrat kot osebe z imenom Sofija oziroma Sonja.